# 聯合國大會第十屆緊急特別會議
聯合國大會第十屆緊急特別會議以以巴衝突為中心，並圍繞着以色列在佔領的東耶路撒冷和巴勒斯坦被佔領土的非法行動展開。於1997年4月24日應卡塔爾常駐代表的請求首次召開，至今已經過多次復會。最近一次复会是2023年10月26日，因以巴衝突局勢，联合国应多国政府的请求再一次召开第十届紧急特别会议续会，並呼吁雙方立即停火；此次复会通过了第ES-10/21號決議。

## 背景
1997年，以色列決定在佔領的東耶路撒冷的Jabal Abu Ghneim地區建造一個有6,500個單元的住房項目Har Homa，由於安全理事會未能在兩次不同的會議上就該問題作出決定。因此聯合國根據1950年11月3日决定的第A/RES/377(V)號決議召開聯合國大會緊急特别會議，內容如下：

...特决议安全理事会遇似有威胁和平、破坏和平、或侵略行为发生之时，如因常任理事国未能一致同意，而不能行使其维持国际和平及安全之主要责任，则大会应立即考虑此事，俾得向会员国提出集体办法之妥当建议，倘系破坏和平或侵略行为，并得建议于必要时使用武力，以维持或恢复国际和平与安全。当时如属闭幕期间，大会得于接获请求后二十四小时内举行紧急特别届会。紧急特别届会之召集应由安全理事会依任何七理事国之表决请求为之，或由联合国过半数会员国请求为之。

## 結果
| 1997年4月24日至25日 1997年7月15日 1997年11月13日 1998年3月17日 1999年2月5日、8日和9日 2000年10月18日至20日 2001年12月20日 2002年5月7日 2002年8月5日 | ES-10/1 （页面存档备份，存于）, 2 （页面存档备份，存于） ES-10/3 （页面存档备份，存于） ES-10/4 （页面存档备份，存于） ES-10/5 （页面存档备份，存于） ES-10/6 （页面存档备份，存于） ES-10/7 （页面存档备份，存于） ES-10/8 （页面存档备份，存于）, 9 （页面存档备份，存于） ES-10/10 （页面存档备份，存于） ES-10/11 （页面存档备份，存于） ES-10/12 （页面存档备份，存于） ES-10/13 （页面存档备份，存于） ES-10/14 （页面存档备份，存于） ES-10/15 （页面存档备份，存于） ES-10/16 （页面存档备份，存于） ES-10/17 （页面存档备份，存于） ES-10/18 （页面存档备份，存于） ES-10/L.22 （页面存档备份，存于） (草案) ES-10/L.23 （页面存档备份，存于） |

## 相关新闻事件
2024年5月10日，在联大第十届紧急特别会议上，以色列代表吉拉德·埃尔丹使用碎纸机当众粉碎《联合国宪章》，以表示其对美国等国有意接纳巴勒斯坦为联合国新会员国的不满。